# Virginia Vance
Dahlia Roberta Pears conocida como Virginia Vance (1 de julio de 1902 – 13 de octubre de 1942) fue una actriz cinematográfica estadounidense, activa en la época del cine mudo.
Nacida en el estado de Illinois. Hacia 1929 se casó con el actor Bryant Washburn, con el que permaneció unida hasta el momento de la muerte de ella, ocurrida en 1942 en Hollywood, California, a causa de un infarto agudo de miocardio. La pareja tuvo una hija, nacida hacia octubre de 1930, que ingresó como religiosa en el Convento St. John, en King City, California.

## Filmografía
- 1922 : Crash
- 1922 : Hurry Up
- 1923 : Tea N. Tea
- 1923 : Bumps
- 1923 : Dog Sense
- 1923 : Broke
- 1923 : The Dude
- 1923 : Traffic
- 1923 : Exit, Stranger
- 1923 : Small Change
- 1923 : Between Showers
- 1923 : Wrecks
- 1923 : West Is West
- 1923 : His New Papa
- 1923 : Moving
- 1923 : The Limit
- 1923 : Under Covers
- 1923 : Film Foolish
- 1924 : Don't Hesitate
- 1924 : Here and There
- 1924 : The Cave Inn
- 1924 : Bargain Day
- 1924 : Dusty Dollars
- 1924 : Fold Up
- 1924 : Out Bound
- 1924 : The Lunch Brigade
- 1924 : Family Fits
- 1924 : Dizzy Daisy
- 1924 : Head On
- 1924 : Turn About
- 1924 : Good News
- 1924 : Drenched
- 1924 : Don't Fail
- 1924 : Cheer Up
- 1924 : Desert Blues
- 1924 : Go Easy
- 1924 : Empty Heads
- 1924 : Cut Loose
- 1924 : Watch Your Pep!
- 1925 : The Mad Rush
- 1925 : Weak Knees
- 1925 : High Hopes
- 1925 : Have a Heart
- 1925 : Welcome Danger!
- 1925 : Merrymakers
- 1925 : Inside Out
- 1925 : Ship Shape
- 1925 : Rock Bottom
- 1925 : Fun's Fun
- 1925 : Wake Up
- 1925 : Look Out
- 1925 : Goat Getter
- 1925 : Six Miles to Go
- 1925 : Spot Light
- 1925 : Sweet and Pretty
- 1925 : Slow Down
- 1925 : Fighting Dude
- 1925 : What's Up?
- 1926 : My Stars
- 1926 : Time Flies
- 1926 : Home Cured, de William Goodrich
- 1926 : Fool's Luck, de William Goodrich
- 1926 : Who's Boss?
- 1926 : Meet My Dog
- 1926 : The Fighting Marine
- 1928 : Undressed
- 1928 : Taxi for Two
- 1928 : A Taxi Scandal
- 1928 : Taxi Beauties
- 1928 : Hubby's Latest Alibi
- 1929 : Taxi Spooks
- 1929 : New Year's Eve
- 1929 : Caught in a Taxi